# The Penelopes
The Penelopes (également stylisé tHe pEneLOpe[s]) est un groupe français de musique électronique, originaire de Paris. Il est composé d’Axel Basquiat et Vincent Trémel, qui se sont installés à Londres, en Angleterre. Bien que le groupe soit un duo, il est accompagné d’un batteur, d'un guitariste et d’un bassiste lors de leurs concerts. The Penelopes sont aussi compositeurs de musique de film primés, remixeurs, producteurs et DJ. 
Ils créent leurs 3 premiers NFT[Quoi ?] sur OpenSea, sur la blockchain Ethereum le 27 février 2023 en compagnie d'Isabelle Adjani pour leur single commun The Last Goodbye. Il s'agit de la version originale, d'un remix disco et d'un remix minimaliste, ils se vendent en à peine quelques minutes après leur sortie.

## Histoire

### Débuts
Le groupe est formé par deux amis d'enfance : Axel Basquiat et Vincent Trémel. Tous les deux se connaissent depuis leur enfance, passée dans la banlieue nord de Paris. Le duo partage leurs découvertes musicales à l’adolescence, notamment les groupes Cocteau Twins, New Order et The Cure. Concernant leur nom, les membres explique avoir voulu donner un aspect androgyne au groupe.
Dans une interview donnée au Daily Star, le groupe confesse : « Nous avons grandi dans une banlieue cosmopolite, mais pauvre. Cela nous fait penser à Manchester. C’était pluvieux, gris et industriel, ce qui explique certainement pourquoi nous aimions tellement la musique sombre venue d’Angleterre »[réf. nécessaire]. Le duo complète son propos dans Wonderland Magazine : « Le funk, la disco et le rap que nous entendions dans la rue par les fenêtres sont les musiques qui ont influencé notre approche dansante ». Ceci explique pourquoi le groupe remercie toujours dans leurs albums leur voisin et groupe de hip-hop Suprême NTM »[réf. nécessaire]. Axel ajoute dans une interview au magazine anglais Artrocker : « Nous voulons embellir notre vie. Nous recherchons toujours la lumière. Nous ne sommes pas de ces enfants gâtés se prétendant crades en vue d’être cool. Nos chansons parlent de plaisirs simples, de voyages, de grands espaces, d’amitié, de la pauvreté et de la quête de lumière »[réf. nécessaire].
Axel suit des études de médecine, tandis que Vincent étudie le droit. Ils expliquent ces choix par la longueur de ces deux cursus universitaires, celle-ci leurs évitant de devoir travailler dans un bureau. Les deux y mettent fin lors de leur premier contrat avec le label de DJ Hell : International Deejay Gigolo Records, signé après avoir débuté dans les salles rock et electro parisiennes.

### The Arrogance of Simplicity
En mars 2005, le groupe sort l'EP Steal this au label Lucy Lee Quality Recordings. Puis, en 2007, sort le premier album The Arrogance of Simplicity, sur le label de l’artiste Vitalic : Citizen Records. Pour Novorama, le groupe « a été biberonné à la cold wave et au shoegazing ; pas étonnant donc qu’il distille avec insouciance chants envoûtés, harmonica et synthés sur chaque set ». Les articles encore existants consacrés à l'album attribuent des critiques mitigées.
Le groupe explique à Wonderland Magazine : « Nous aimons la période post-punk, mais nous ne voulions pas copier nos idoles. On a donc exploré du côté de la musique électronique, du hip-hop et des autres musiques club plus contemporaines. Nous avons fait notre premier album dans notre chambre. On était inexpérimentés et jouions à explorer les sons »[réf. nécessaire]. Le groupe invite la chanteuse Dierdre Dubois du groupe Ekova sur le single Demian, faisant référence à l'œuvre éponyme d’Hermann Hesse. Le titre sera utilisé par Perrier pour leur campagne publicitaire.
Un an plus tard, une version limitée est rééditée au Japon, sous le nom Choose: Arrogance, Simplicity or Both. Elle est agrémentée d’une version remixée de Demian par Black Strobe et d’une reprise d’Elli et Jacno, Je t'aime tant, chantée en duo avec l’écrivain, collaboratrice et amie Chloé Delaume. Cette reprise fut en premier lieu commissionnée par agnès b. et fait partie intégrante de l’exposition Les Jeunes gens modernes. Agnès b., créatrice de mode et mécène, parraine le groupe depuis ses débuts, et les fait jouer dans nombre de ses défilés et divers événements de la marque. À la suite de ce premier album, le groupe sera récompensé par les Qwartz Electronic Music Awards de la « meilleure découverte 2007 », prix des musiques électroniques et actuelles,, et élu parmi les meilleures révélations 2007 par les lecteurs de Trax[réf. nécessaire].

### Priceless Concrete Echoes
Le projet parallèle Priceless Concrete Echoes sort sur Citizen Records, et implique DJ Morpheus qui en écrit les textes et les interprète, ainsi qu’Arnaud Rebotini/ Black Strobe à la production. La version américaine, première sortie du groupe sur le territoire outre-Atlantique propose un choix de titres légèrement différent. L’album sort également en Asie, licencié sur le label Sony BMG. Le vidéo-clip de Stuck in Lalaland est sélectionné par Pitchfork[réf. nécessaire], tandis le groupe Nouvelle Vague remixe ce même titre, à l’occasion duquel Axel Basquiat chante en duo avec Elli Medeiros. Le second single, Licked by Love, est repris par I Monster, et la reprise de Sabotage des Beastie Boys est compilée par le label Ministry of Sound.

### Never Live Another Yesterday
The Penelopes s’installe à Londres au cours de l’année 2012 et forme leur propre label Pour Le Monde Records. Ils se rapprochent ainsi de leur culture musicale. L’album Never Live Another Yesterday est un album electro teinté d’indie pop produit par Dan Grech-Marguerat, ce dernier ayant précédemment produit Scissor Sisters, The Vaccines, Lana Del Rey et Keane. Le premier single est Now Now Now, dont le vidéo-clip est réalisé par Ollie Evans de Partizan (Tom Vek, Gossip, Foals, Klaxons) ; le second single de l’album est Sally in the Galaxy, le groupe ayant choisi Saman Keshavarz pour réaliser le clip, qui a notamment réalisé des clips pour !!!, Russ Chimes, et Placebo. Le troisième et dernier single est Summer Life. Les singles ont été remixées par Gigamesh, Viceroy, Miguel Campbell, et The C90s. Le remix de Summer Life par Gigamesh atteint la deuxième place du classement Hype Machine. L’album est très bien accueilli par la presse et les blogs tels que Artrocker, The Guardian, Clash, Les Inrockuptibles, Harder Blogger Faster, et TopMan Generation. Les singles sont joués en radio nationales et régionales en Angleterre, grâce aux supports de Chris Hawkins (BBC 6 Music), John Kennedy (XFM), Huw Stephens (BBC Radio 1), et Dermot O’Leary (BBC Radio 2). Le groupe fait aussi une apparition sur Channel 4 (Sunday Brunch)[réf. nécessaire].
À la suite de Never Live Another Yesterday, The Penelopes entame une tournée européenne en première partie de The Human League en novembre et décembre 2012 : dix-sept dates incluant le Royal Albert Hall à Londres). Digital Spy commente : « le noyau dur du groupe Axel Basquiat et Vincent T ont débarqué à Londres et nous ont lâché leur dernier single Now Now Now, The Penelopes est proche d’un gros succès. Ils ont même réussi à nous faire oublier que nous étions là pour voir leur parrains (et marraines) de l’electropop The Human League »[réf. nécessaire]. En 2013, le groupe performe dans les festivals Liverpool Sound City, The Great Escape, et NXNE.

### Recrutement d'actrices et musiques de films
Fin 2019, le groupe invite Isabelle Adjani à chanter en duo sur Meet Me by the Gates. Il retrouve la star en 2002 pour le titre The Last Goodbye.
En 2020, ils sortent le duo Dream Baby Dream, reprise du groupe Suicide avec Asia Argento , ainsi que le duo Affliction avec Virginie Ledoyen. Entre 2020 et 2022, le duo compose les bandes-sons des longs métrages SpaceBoy et The Swimmer, et signe la musique originale de la série Girlsquad sur FranceTVSlash.

## Concerts
Dès le début de leur carrière, The Penelopes sont à l’affiche de nombreux festivals rock et électroniques, tels que le festival de Dour, Sónar, Razzmatazz, Monegros, Santander, Garorock, Radio France Festival, MoMA PS1, et les Transmusicales de Rennes. Ils ont aussi supporté Ladytron en Suisse et en Pologne, Vitalic, à plusieurs reprises et le groupe The Human League lors de leur dernière tournée européenne XXXV Tour.
Outre la France et le Royaume-Uni, le groupe se produit en Europe (Espagne, Belgique, Suède, Allemagne, Russie), aux États-Unis, en Amérique du Sud ainsi qu’en Asie à maintes reprises (Japon, Hong Kong, Thaïlande et Taïwan). The Penelopes est aussi lié étroitement avec des stylistes tels qu’agnès b., Jean-Charles de Castelbajac, Prada, Cheap Monday, G-Star, et Ben Sherman.

## Publicités et remixes
Plusieurs titres de The Penelopes ont été utilisés par des marques pour leur publicités : Perrier, Eastpak, Grey Goose, et la banque nationale BPI France pour lesquels The Penelopes réalise l’identité sonore complète, à partir du thème de Summer Life. Now Now Now est choisi par Electronic Arts pour figurer a la bande son du jeu vidéo Les Sims 3[réf. nécessaire]. Pour l’occasion le titre est entièrement rechanté en Simlish. Le morceau Licked by Love est utilisé pour la bande annonce du film Motorway.
Le groupe a remixé plusieurs artistes aux univers différents parmi lesquels David Carretta, Zoot Woman, Puppetmastaz, The Chevin, Back Back Forward Punch, Tom Tom Club, Pet Shop Boys, David Bowie, The Cure, The Ting Tings, Alt-J, Monarchy, Say Lou Lou x Lindstrøm, Lana Del Rey et Citizens!. Leur approche est de recomposer une chanson ayant une structure couplet/refrain classique, à l’aide de sons plus dansants et une production contemporaine.

## Style musical et influences
The Penelopes emprunte aux genres indie pop et dream pop leurs textures de claviers et guitares, leurs mélodies et les associent aux grooves percutants de la disco et de la musique électronique electro. Leurs influences majeures sont Cocteau Twins, The Cure, New Order, The Smiths, David Bowie, Joy Division, Devo, et Happy Mondays. Le groupe mentionne aussi Ride, Slowdive ou encore Prefab Sprout, qu’Axel Basquiat considère comme un plaisir coupable. La presse quant à elle a souvent évoqué les groupes Pixies, Daft Punk, M83, et Air.
Axel Basquiat, à propos de leur étiquette dans Digital Spy : « C’est toujours une question difficile. La fondation de The Penelopes est très rock et très new wave. Très rapidement nous y avons incorporé de la Disco et de l’électronique. Notre musique est disons disco-rock ». Concernant les paroles, il ajoute : « Nous aimons écrire de histoires complexes, tordues, bizarres et faire danser les gens dessus ». Pascal Bertin, dans Volume : « Axel Basquiat et Vincent Trémel. ont le corps à Paris mais l’esprit à Londres et les jambes à l’Haçienda, le club de Manchester de feu Tony Wilson. C’est en effet toute l’Angleterre de Depeche Mode, New Order et The Cure dont ils ravivent la flamme new wave. Une usine à fantasmes qui tient toutes ses promesses ». 1883 Magazine décrit la musique de The Penelopes comme « le mélange de guitares punchy, de claviers lumineux et tourbillonnants et de riffs accrocheurs »[réf. nécessaire].

## Discographie

### EP et singles
- 2019 : Meet Me By The Gates - The Penelopes avec Isabelle Adjani
- 2020 : Dream Baby Dream - The Penelopes avec Asia Argento
- 2020 : Affliction - The Penelopes avec Virginie Ledoyen
- 2022 : The Last Goodbye - The Penelopes avec Isabelle Adjani

### Remixes
- Lana Del Rey - Ultraviolence
- The Cure - Just Like Heaven
- Pet Shop Boys - Love Is a Bourgeois Construct
- Lana Del Rey - Brooklyn Baby
- The Ting Tings - Do It Again
- Alt-J - Hunger of the Pine
- Tom Tom Club - You Make Me Rock and Roll
- David Bowie - Let's Dance
- We Have Band - Modulate
- Monarchy - Dancing in the Corner
- Citizens! - My Kind of Girl
- Say Lou Lou x Lindstrøm - Games for Girls
- Zoot Woman - Just a Friend of Mine
- Starwalker (Jean-Benoît Dunckel d'Air et Barði Jóhannsson) - Holidays

### Musique de films
- 2014 : L'Incomprise (Incompresa), long métrage d’Asia Argento, avec Charlotte Gainsbourg (sélection Un certain regard / Festival de Cannes)
- 2014 : La Contribution, court métrage de Chloé Delaume, Canal+ (Première au Semaine de la critique / Festival de Cannes, dans le cadre des 30 ans de Canal+)
- 2016 : Gigot Bitume, court métrage de Clémence Madeleine-Perdrillat
- 2017 : Saranac Lake, court métrage de Maxence Vassilyevitch
- 2018 : Acide, court métrage de Just Philippot, Collection Canal+ (Sélection Sundance)
- 2018 : Puzzle, moyen métrage d’Olivier Pairoux, avec Philippe Katerine, RTL
- 2018 : Atomic Spot, court métrage de Stéphanie Cabdevila, Collection Canal+
- 2019 : Tempus Fugit, court métrage de Lorenzo Recio, Canal+ (Première au Festival international du film fantastique de Gérardmer)
- 2020 : SpaceBoy, long métrage d’Olivier Pairoux (Primé d'un World Soundtrack Award)
- 2020 : Blood group, court métrage de Daan Bunnik (première : Festival international du film de Rotterdam)
- 2020 : Midnight Kids, documentaire de Maxence Vassilyevitch, France 2
- 2021 : Girlsquad, série de Zoé Cauwet, France 2 (Saison 1 x 10 épisodes)
- 2022 : The Swimmer, long métrage d'Adam Kalderon